# Rudolf Perešin
Rudolf Perešin (Jakšinec, Gornja Stubica, 25. ožujka 1958. – 1995.), jedan je od najpoznatijih pilota HRZ-a. Posthumno je promaknut u čin stožernog brigadira.
Perešin je zarobljen 1995. godine kada mu se gubi svaki trag. Tri godine poslije njegovi posmrtni ostaci napokon su predani njegovoj obitelji. Njegovo ime od 25. ožujka 1998. godine nosi Zrakoplovno-tehnička škola u Velikoj Gorici, kao i Središte za obuku HRZ i PZO "Rudolf Perešin" u vojarni Zemunik.

## Karijera

### Školovanje
U posljednjoj godini osmogodišnje škole, opredjeljuje se za pilotski poziv. Zrakoplovnu gimnaziju završava u Mostaru. Uspješno svladava visoke medicinske i psihofizičke kriterije, a 1977. godine u Zadru upisuje Zrakoplovnu vojnu akademiju. Godine 1981. među najboljim pilotima, s natprosječnim rezultatima, završava pilotsku akademiju i dobiva zvanje borbenog pilota, pilotska zlatna krila i prvi časnički čin. Te iste godine zbog visokih letačkih, zdravstvenih i psihofizičkih sposobnosti, posebno, zbog visoke tehnike pilotiranja, preciznosti i odmjerenosti u postupcima, izražene memorije i moći zapažanja, ušao je u grupu od 19 pilota odabranih za preobuku za nadzvučni avion MiG-21 i kasnije određen za pilota-izviđača. Leteći u Bihaću na MiG-ovima dosiže stručne i profesionalne vrhunce pilotskog zvanja.

### Bijeg iz JNA
Godine 1990. kada se već odnarođena JNA pripremala za agresiju na Hrvatsku, odbio je, poput većine pilota, pristupiti političkoj organizaciji "SKJ - pokret za Jugoslaviju", koja je trebala stvoriti novu ideologijsku osnovicu za opstanak centralizirane i unitarne Jugoslavije pod diktatom Miloševićeve Srbije. 
 Perešin je bez dvojbi odlučio MiG-om napustiti JNA i uključiti se u obranu svoje domovine Hrvatske. Svjestan rizičnosti planiranog pothvata, jer je, poput mnogih Hrvata, bio pod stalnom prismotrom, do pojedinosti je isplanirao bijeg. 
Tijekom prvog leta nakon dulje pauze nametnute administrativnim zabranama letenja za sve Hrvate na aerodromu, Perešin je trebao nadzirati povlačenje JNA iz Slovenije. Planiranom trasom preko Zagreba, Ljubljane sve do Kopra i natrag preko Ljubljane, spustio se u razinu tla, te uletio u zračni prostor Austrije otprilike oko Bleiburga. Odmah po ulasku u Austrijski zračni prostor, izvukao je stajni trap te se zaputio prema zračnoj luci pokraj Klagenfurta, gdje je uspješno prizemljio svoj nenaoružani nadzvučni zrakoplov MIG 21. Tim svojim domoljubnim činom nanio je težak moralni i politički udarac agresorskoj vojsci i njezinu zrakoplovstvu, a građanima Hrvatske neizmjeran ponos, prkos i rast nacionalnog naboja i svijesti u najkritičnijim danima Domovinskog rata. Bilo je to 25. listopada 1991. godine, kad je cijeli svijet uz fotografiju hrvatskog pilota i aviona MiG-21 na aerodromu u Klagenfurtu, prenio njegove riječi: "Ja sam Hrvat, ne mogu i neću pucati na Hrvate!". Četiri dana kasnije, Perešin se vratio u Hrvatsku gdje je pristupio HRZ Hrvatske vojske.
Letjelica je nakon slijetanja neko vrijeme čuvana na klagenfurtskom aerodromu, a kasnije u centru Klagenfurta. Ne znajući što bi s njom, Austrijanci su je naposljetku uz pomoć zrakoplovnih tehničara iz bivšeg DDR-a rastavili i spremili u tenkovsku bazu u Grossmittelu, nedaleko od Bečkog Novog Mjesta. Letjelica je vraćena RH i 2019. godine je izložena ispred zgrade ministarstva obrane RH u Zagrebu.

### Povratak u domovinu
Došavši u Zagreb, u GSHV, u svom prvom intervjuu nakon preleta, na pitanje novinara smatra li se herojem, kazao je: "Učinio sam samo ono što mislim da je dužnost svakog građanina Hrvatske. Svatko tko Hrvatsku smatra svojom domovinom treba pridonijeti borbi za slobodu. Pravi su heroji u Vukovaru i na drugim borbenim linijama, no za mnoge od njih nikada se neće čuti." Godine 1994. Rudolf Perešin izabran je za predsjednika novoutemeljenog Zagrebačkog saveza u zrakoplovno-tehničkoj djelatnosti. Svojom aktivnošću bitno je pridonio postavljanju temelja za okupljanje djece i mladih u programima tehničke kulture, osobito u zrakoplovno-tehničkim djelatnostima. Danas savez nosi njegovo ime.

## Pilot HRZ-a
Rudolf Perešin osobno i njegova prva lovačka eskadrila u svim akcijama i operacijama HV-a, izvršavaju brojne borbene zadaće te brane Zagreb i zračni prostor Hrvatske. Tako je bilo i 2. svibnja 1995. godine, drugog dana "Bljeska": U ranim jutarnjim satima, kad njegov MiG, izvršavajući borbenu zadaću kod Stare Gradiške, biva pogođen zrnima neprijateljskih protuavionskih topova i ostaje neupravljiv. Pilot, na ekstremno maloj visini (ispod 50 metara) i u nesigurnom nagibu, avion napušta katapultiranjem, prizemljuje se na neprijateljskom teritoriju, dok se avion inercijom brzine, prebacuje preko Save na hrvatski, "Bljeskom" već oslobođeni prostor. Posmrtni ostaci su vraćeni 4. kolovoza 1997. godine, a 15. rujna 1997. godine je pokopan u na Mirogojskom groblju.
Godine 1999. postavljena je bista Rudolfa Perešina u Gornjoj Stubici. 24. lipnja 2004. u Gornjoj Stubici je otvoren spomen park "Rudolf Perešin" u kojem se nalazi pilotova statua i konzervirani MiG-21 koji je došao iz remontnog zavoda u Velikoj Gorici. Prilikom otvorenja ministar Berislav Rončević je objavio da će se iz Austrije pokušati vratiti MiG-21 kojim je Perešin prebjegao. Iste godine postavljena je informativna ploča i objavljen je planu o uređenju spomen-sobe. Inicijativa za povratak zrakoplova kojim je prebjegao rodila se je 2002. godine prigodom izložbe u Beču u Vojnopovijesnom muzeju pod nazivom “Austrija i raspad Jugoslavije”, a među izlošcima bila su Perešinova letačka odora, njegovo osobno naoružanje i njegov zrakoplov. Pregovori ondašnjih ministara vanjskih poslova i premijera Austrije i Hrvatske o povratku zrakoplova nisu urodili plodom. Zrakoplov je vraćen u Hrvatsku 2019. godine.

## Odlikovanja
- Red kneza Domagoja s ogrlicom,[9]
- Spomenica domovinskog rata
- Medalja Bljesak
- Medalja za iznimne pothvate
- Red Petra Zrinskog i Frana Krste Frankopana sa srebrnim pleterom
- Red Petra Zrinskog i Frana Krste Frankopana s pozlaćenim pleterom
- Spomenica domovinske zahvalnosti
- Red Nikole Šubića Zrinskog
- Red bana Jelačića
- Red Stjepana Radića

## Vanjske poveznice
- Rudolf Perešin Hrvatska tehnička enciklopedija, portal hrvatske tehničke baštine. LZMK

- Vlada RH nakon 28 godina vratila Perešinov avion u Hrvatsku, MORH-ov kanal na YouTubeu. Objavljeno 7. svibnja 2019.